# Melchor Cano
Melchor Cano, O.P. (Tarancón, Cuenca 1509-Madridejos, Toledo, 30 de septiembre de 1560) fue un destacado teólogo dominico y obispo español, figura central de la Escuela de Salamanca y uno de los principales renovadores de la Teología escolástica en el siglo XVI. 
Su obra más influyente, De Locis Theologicis, sistematizó el método teológico y consolidó la renovación iniciada por Francisco de Vitoria, combinando el rigor especulativo con el humanismo cristiano. Su vida refleja las tensiones de una época marcada por la Revolución protestante, la consolidación del poder real y la renovación de la Teología católica.

## Biografía

### Formación y docencia
Su padre, el jurista Fernando Cano, lo envió realizar los estudios de Filosofía en la Universidad de Salamanca, allí conoce a los dominicos e ingresa al Convento de San Esteban en 1523. Comienza los estudios de Teología y es alumno de Francisco de Vitoria, O.P., desde 1526. 
En 1531 fue enviado al Colegio de San Gregorio en Valladolid donde estudió bajo la dirección de Diego de Astudillo O.P. En 1533 se convierte en profesor (Lector) de Filosofía y en 1536 obtuvo la cátedra de Teología (Vísperas) en San Gregorio.
Después de participar en el Capítulo General de la Orden de Predicadores de 1542 en Roma, obtiene el Doctorado en Teología en Bolonia. De regreso a España, en 1543 consigue la Cátedra de Santo Tomás en la Universidad de Alcalá, haciendo frente a la corriente del erasmismo en la complutense. A la muerte de Francisco de Vitoria, O.P., en 1446, Melchor Cano gana la Cátedra de Prima de la Universidad de Salamanca.
Participó en la primera fase de la Junta de Valladolid (1550) que intentaba resolver la polémica de los naturales o de los justos títulos entre Juan Ginés de Sepúlveda y Bartolomé de las Casas, O.P. 

### Concilio de Trento (1551–1552)
Carlos I lo envió al Concilio de Trento en 1551 como teólogo imperial, donde intervino en debates clave sobre la Eucaristía, la Penitencia y el sacrificio de la Misa, defendiendo la ortodoxia católica frente a las tesis protestantes. 

### Obispo de Canarias (1552–1553)
El 12 de septiembre de 1552 fue promovido por Carlos I al obispado de Canarias, aceptó el nombramiento y recibió la ordenación episcopal pero renunció poco después, en 1553, sin haber podido tomar posesión de su diócesis, posiblemente por conflictos políticos y su deseo de dedicarse a la teología.

### Conflictos político-religiosos
En 1556 escribió su famosa Consultatio theologica, en el que aconsejó al rey Felipe II que resistiera las pretensiones temporales del papado y como monarca absoluto defendiera sus derechos a la administración de las rentas y bienes de la Iglesia española, con lo que haría al estado menos dependiente de Roma. Enfrentado al papa Paulo IV por su apoyo a la Corona española en disputas como la revocación del impuesto eclesiástico de la Cuarta, fue acusado de menospreciar la autoridad pontificia.

### Proceso de Carranza (1559)
Cuando la Inquisición detuvo al arzobispo de Toledo fray Bartolomé de Carranza por su obra Comentarios sobre el Catecismo  (1559),acusándole de simpatizar con el luteranismo, se le solicitó a Cano la redacción de una censura, junto a Domingo de Soto, la cual generó una enemistad duradera con el arzobispo y reflejó su postura intransigente frente a desviaciones doctrinales.

### Provincial de los dominicos en España (1557–1560)
Elegido dos veces como Prior Provincial de la Provincia de Castilla de la Orden de Predicadores, su confirmación fue bloqueada por Paulo IV, argumentando que los obispos no podrían ejercer cargos dentro de sus respectivas órdenes religiosas. Viajó a Roma en noviembre de 1559 para buscar la confirmación en su cargo, la cual le fue dada hasta la llegada de Pío IV (1560). 
Murió en el Convento de San Pedro Mártir de Toledo en septiembre de 1560, poco después de regresar de Roma.

## Obras

### Obras teológicas y académicas
1. Tratado De Locis Theologicis – Su obra más importante, un tratado sobre metodología teológica que quedó prácticamente terminado pero se publicó después de su muerte en 1563. Allí estableció las diez fuentes para la demostración teológica: la Sagrada Escritura, la Tradición Apostólica, el sensus fidei de la Iglesia católica, el magisterio de los Concilios ecuménicos, el magisterio del Papa, la doctrina de los Padres de la Iglesia, la reflexión de los teólogos (y los canonistas), el conocimiento humano fruto de la razón, el conceso de los filósofos (y los juristas) y la historia humana. De este modo, introduce en la Teología católica los Loci Theologici.
2. Relecciones teológicas:
  - Sobre los sacramentos en general (Relectio De Sacramentis in genere) – Analiza los sacramentos en su aspecto general, es decir, su naturaleza, eficacia, institución divina y finalidad, más que enfocarse en cada sacramento individualmente.
  - Sobre el sacramento de la Penitencia (Relectio De Paenitentiae sacramento) – Profundiza en el sacramento de la penitencia (o reconciliación) desde la perspectiva de la teología católica acerca de la naturaleza y los elementos esenciales de este sacramento: contrición, confesión y satisfacción. Además discute sobre la eficacia del sacramento, el papel del sacerdote y algunas polémicas con los protestantes.  * Parecer del M. fr. Melchor Cano dado al Señor Emperador Carlos V (1555) edición de 1736.[4]

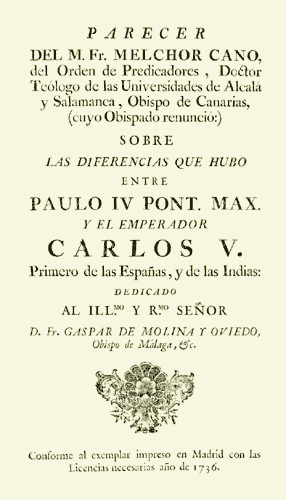
- Parecer del M. fr. Melchor Cano dado al Señor Emperador Carlos V (1555) edición de 1736.

### Obras espirituales
- Tratado de la victoria de sí mismo – Publicado en Valladolid en 1550, es una traducción y adaptación de la obra Opera utilissima de la cognizione et vittoria di sé stesso (Venecia, 1531) de Giovanni Battista da Crema, sobre el dominio de las pasiones y la adquisición de virtudes.

### Otros escritos
- Dictámenes teológicos varios – Opiniones solicitadas sobre diversos temas de teología y doctrina.
  - Parecer sobre la ejecución del Concilio Tridentino (De principios de 1555)
  - Parecer sobre la guerra entre Paulo IV y Felipe II (1 de noviembre de 1556)
  - Censura sobre el «Catecismo Christiano» de Carranza (8 de abril de 1559)

- Epístolas – Cartas con contenido teológico y doctrinal hacia diversos personajes.

## Pensamiento
La Metodología Teológica y De Locis Theologicis

La obra más importante de Cano, De Locis Theologicis, estableció un método riguroso para la investigación teológica. En ella, clasificó las fuentes del conocimiento teológico en diez "lugares teológicos", que incluyen la Sagrada Escritura, la tradición, el magisterio de la Iglesia, la razón, los Padres de la Iglesia, entre otros. Cano subrayó la importancia de la razón y la lógica en el análisis de la doctrina, sentando las bases para un enfoque más racional y estructurado en la teología católica.
Defensa de la Ortodoxia Católica

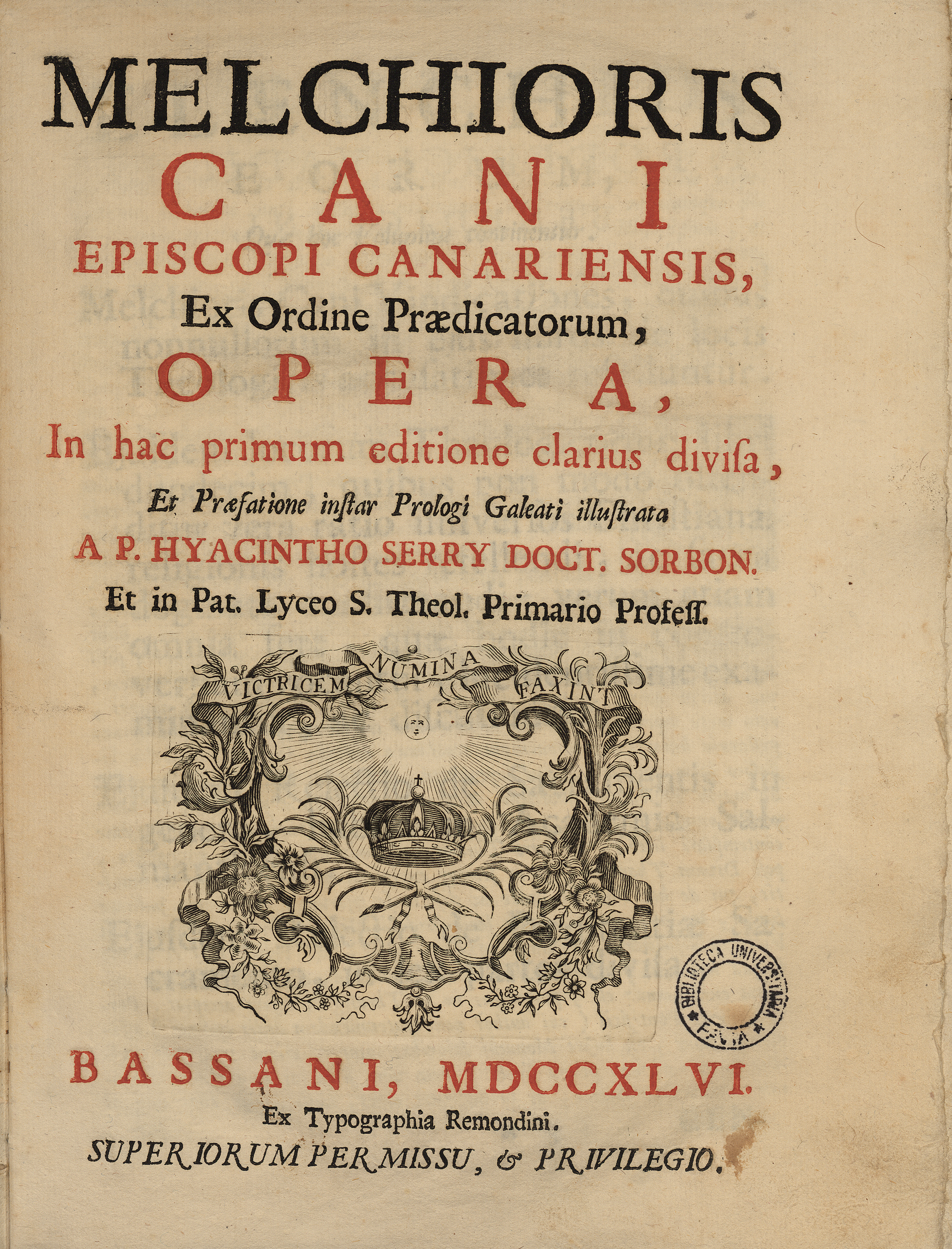
Opera, 1746.

En plena era de la Reforma Protestante, Cano se destacó por su defensa de la ortodoxia católica. Participó activamente en el Concilio de Trento y escribió diversos dictámenes en los que rebatía las doctrinas luteranas y calvinistas. Sostuvo que la teología católica no debía basarse únicamente en la Sagrada Escritura, sino también en la tradición y la interpretación de los Padres de la Iglesia.
Relación entre Razón y Fe
Uno de los aspectos más innovadores de Cano fue su insistencia en que la razón humana podía y debía utilizarse en el estudio de la teología. Aunque afirmaba la primacía de la fe, reconocía que la razón podía ayudar a comprender mejor la revelación divina y a defender la doctrina católica frente a los ataques de la reforma protestante.
Crítica a la Teología Mística
Cano se opuso a la teología mística y al espiritualismo excesivo, ya que consideraba que estos enfoques carecían del rigor necesario para sustentar la doctrina católica. Criticó las visiones subjetivas y la dependencia excesiva de experiencias personales en la teología, argumentando que la doctrina debe fundamentarse en fuentes objetivas y racionales.
Influencia en la Escolástica y el Pensamiento Teológico Posterior
El impacto de Cano en la teología se extendió más allá de su tiempo. Su método de clasificación y su insistencia en el uso de la razón influyeron en teólogos posteriores, consolidando un enfoque escolástico renovado en la época moderna. Su obra De Locis Theologicis fue utilizada como referencia en seminarios y facultades teológicas durante siglos.

| Predecesor: Francisco de la Cerda Córdoba | Obispo de Canarias 1552-1554 | Sucesor: Diego Tello de Deza |